# ジンギスカンキャラメル
ジンギスカンキャラメルは、札幌グルメフーズが販売しているキャラメル。北海道料理として知られるジンギスカンの味をイメージして作られ、2004年6月から販売されている。「非常に不味い」と各所で話題を呼び、販売元の会社自身も「不味い」と認めているにもかかわらず、大変な人気を呼んでいる商品である。

## 開発の経緯
ジンギスカンキャラメルの企画者は、当時の札幌グルメフーズの社長の長屋功一である。札幌グルメフーズは設立以来、夕張メロンキャラメル、バターキャラメル、牛乳キャラメルといった、北海道の特産品を活かしたロングセラーの土産菓子で、好評を博してきた。次なる商品を開発するために、北海道らしさを追求した味を企画したところ、ラーメン、カニ、ジンギスカンの3種類が候補に挙がった。試作と企画検討が重ねられた末に、最終的に残ったのが、ジンギスカンであった。このことから、伝統的な北海道料理であるジンギスカンの知名度を生かして、話題性を狙って、観光客向けに開発が開始された。この企画の時点では、「ジンギスカンとキャラメルの味が合うわけがない」と、反対の声がほとんどであった。
ジンギスカンのタレは、店舗によって味が違うのが特徴であり、ニンニクやショウガなどのバランスもそれぞれで、独自のタレが売りになっている。そのために、特に手本となるタレはなく「ジンギスカンとはこんな味」という感覚で製造された。長屋自身、特に「美味しい」とは感じておらず、美味しさよりもジンギスカンの味を忠実に再現することに重点が置かれ、製造が進められた。
開発に要した期間は、半年とも1年ともいわれる。試作品の完成当時は、会社の幹部陣から一斉に「売れるわけがない」と、発売反対の声があがった。ジンギスカンは日本全国的な人気の北海道料理であるが、甘いキャラメルとの組み合わせは考えられなかったことから、「不味い」を信条として、2004年6月に販売が開始された。長屋は後年のインタビューでは、「美味しいものばかりが売れるわけではない。遊び心が肝心」とも語っていた。
販売当初は土産店だけの取り扱いのみであったが、後にスーパーマーケットや一部のコンビニエンスストアでも入手可能となった。さらに問合せが増加したことから、北海道外でも販売が開始された。2023年時点においては、北海道内ではJR札幌駅のKiosk、新千歳空港、サッポロファクトリー、旭川空港、北海道外では東京都の北海道どさんこプラザ、羽田空港の土産店である北海道四季彩館、ヴィレッジヴァンガード、びっくりドンキーなどの他、通信販売でも入手可能である。

## 内容
原材料は水飴、砂糖、加糖練乳、植物油脂、小麦粉、食塩、ソルビトール、香料、カラメル色素、大豆由来のレシチンなどである。ジンギスカンの主材料である羊肉自体や肉のエキスなどは一切含まれておらず、香料のみでジンギスカンの独特の風味を再現している。
味は、キャラメル特有の甘さと香ばしさ、ニンニクの味と香り、ネギとタマネギの風味をミックスしたような味わいであり、全体的にニンニクとネギの風味が強いことが特徴である。

## 反響
2004年の発売当初は、購入者から「不味い」の声が続出し、10人中9人から「不味い」との感想が寄せられた。商談中に吐き出されたり、製造中止を訴える葉書が札幌グルメフーズに届くこともあった。札幌グルメフーズでも、開発した社長の長屋功一自身が取材に対して「まずいでしょ」「悪口雑言は大歓迎」と言い、担当者の1人は「ニンニクの味で顔をしかめたくなる」「大抵のつらいことは忘れられる」、社員も「やっぱり、あんまり美味しくない」と語っていた。店先に「マズい。（本当）」と貼り紙を出す店もあった。
しかし翌2005年3月、テレビ番組『笑っていいとも』で紹介されて、ゲスト陣が「うわ、不味い」と口から吐き出したことで、その知名度は全国的なものとなった。この2005年の販売数は、同社の人気商品である夕張メロンキャラメルを抜き、月に15万箱以上の売上を記録した。一時期は生産が追いつかずに、納品に半月を要するほどであった。
JR札幌駅の土産品売店の店員によれば、「二度と口に入れたくない味が口コミで広がり、どんな味なのかと買う観光客が多い」とのことであった。キャラメルは1箱の値段が比較的安価のために、土産物店でまとめ買いする観光客も多い。
同2005年には、日本民間放送連盟で、1年間で放送された優れた番組やCMなどを表彰する日本民間放送連盟賞において、ジンギスカンキャラメルのCM「100円のジンギスカン」が、優秀賞を受賞した。この選考においては、試食者の「不味い!」「気持ち悪い!」とのリアルな声、社長の長屋の「不味くても、売れています」という殺し文句、意外性と話題性で勝負するアイディア商品のイメージが評価された。
翌2006年にも、販売数は毎月17万から18万個を記録した。この2006年4月には第2弾として、味のまろやかさが堪能できるようにと、一粒の大きさを約2倍にし、ジンギスカン風味を抑えたものの販売が開始された。長屋は「『美味しい』という声を聞きたい」「多くの人に舌鼓を打って欲しい」と期待したものの、仕入れ業者や小売店からは「今さら美味しくされてもイメージと違って困る」「旨味が増したらインパクトに欠けてつまらない」との声があがり、売行は半減、5月までの売上は10万箱弱に留まった。このため、味はもとの不味いものに戻された。
2019年には、テレビ番組や新聞、雑誌などで「圧倒的なまずさ」として取り上げられ、月間販売数60万個という驚異的な記録を打ち立てた。2021年には、テレビ局の社員が北海道から持ち帰ったことがきっかけで、テレビをはじめとする各メディアで大きな話題となり、20日間のみでの販売数が60万個に達するという、爆発的ヒットを遂げた。この販売記録は、2021年現在まで破られていない。
こうしたジンギスカンキャラメルの人気は、北海道のご当地キャラメルの火付け役となり、ビール、男爵イモ、塩バター、スープカレーなど、30種類以上にも及ぶ北海道内限定販売のキャラメルが生まれることとなった。この中には美味のイメージの物のある一方で、キャラメルとしては決して美味と呼べない物も多く発売されることとなった。小樽市の池田製菓は、この種類の多さについて、キャラメルは水飴と砂糖がベースのシンプルな菓子のために、果汁や香料で様々な味つけが可能であり、本来キャラメルの甘さにはミルクやバター、チョコレートなどの甘さが合うが、そうした組み合わせとは別に、観光客向けに遊び心の商品が求められているため、美味とは無縁のキャラメルが生まれている、と分析している。
北海道在住者の中では、ジンギスカンキャラメルを食べたことがないという者も多く、学生たちの間では罰ゲーム用のアイテムとしても知られている。

### メディアによる紹介

#### 新聞
2005年4月に、北海道新聞で北海道内各地の個性的なキャラメルを食べ比べる企画が開催された際には、美味なキャラメルも多い中で、ジンギスカンキャラメルは誰からも悪評を投げかけられ、「想像を絶するまずさ」「一つ食べたら、まずくて続かない」との声もあった。
イラストレーターのはやしひろが産経新聞紙上で試食した際には、口にした途端に吐き出し、「なぜこれを商品化したのか」と語った。はやしの勧めで食べた新聞記者陣からも、「味がくどい」「古くなった油の味」「後味が悪い」と非難の声が寄せられた。

#### 書籍・雑誌
イラストレーターのボンボヤージュのコミックエッセイ「旅ボン」では、ボンボヤージュ自身は「癖のある脂ぎった風味が強烈」「心と体の両方にダメージを受ける」と言い、ボンボヤージュに勧められて試食した者たちも「マジ無理」とのことだった。エッセイストの北大路公子は、自身のエッセイにおいて、味について「全く平気だった」と述べたものの、「『もう一ついるか』と聞かれれば、『一生要らない』と答える」とのことであった。
雑誌『DIME』での放送作家の小山薫堂による連載「レッドデータリスト」では、「消えゆきそうなもの」として小山がジンギスカンキャラメルを入手した。自身では食べる勇気がなく、スタッフに食べさせたところ「獣の毛を噛んでいるみたい」「生まれて初めて、口にした食べ物を吐き出したいと思った」「なぜこれをキャラメルにしたのか意図がわからない」とのことであった。小山がこれを知ったきっかけは、アニメーションプロデューサーの宮原佐研子からの情報であり、宮原は「北海道土産として会社へ持参したところ、周囲からのあまりの非難の多さで会社での肩身が狭くなった」と語っていた。
雑誌『SPA!』で、神足裕司、ペリー荻野、石原壮一郎ら3人のコラムニストにより企画された座談会「マズい食い物大図鑑」では、ジンギスカンキャラメルが座談会の目玉商品とされていた。神足裕司は「ヒツジの死体くさい」「製造元は不況でわけがわからなくなって作ってしまったとしか思えない」、ペリー荻野は「不味すぎる」「舌の上でキャラメルが逃げ回っている」と酷評した。一方で石原壮一郎は「期待したほどの不味さではない」「悪くはない」と述べたものの、神足からは「そういう人が100万人に1人くらいいる」と指摘されていた。同座談会のスイーツ系として、餃子ようかん、えびチリようかんなど12商品が用意された中で、ジンギスカンキャラメルは不味さを示す「マズ度」が星印5つの「★★★★★」であり、全商品中のワースト2に選ばれた。一方、同じ北海道の商品である「男爵いもバターキャラメル」（池田製菓）はマズ度が0であり、「ジンギスカンと同じ棚に並んでいるのが可哀想」と述べられていた。
調教助手の谷中公一は、日刊スポーツの連載記事「谷中公一のぶっちゃけちゃえ」で、北海道の滞在中に様々な美味しい食べ物を楽しんだ一方、ジンギスカンキャラメルだけは「聞いただけで鳥肌立った」といって、遠慮した旨を述べている。
漫画『四十七大戦』の作中では、ジンギスカンキャラメルは「ジンギスカンのたれを不要な完成度で再現してしまった道民の負の遺産」とされ、キャラメルを食べさせられそうになった者が「刑が重い」「僕の涙の味」と語っている。

#### インターネット
風変わりな食べ物の試食で人気を呼ぶウェブサイト「米林ジャーナル」の運営者である米林剣馬は、「肉とネギの風味で、忠実にジンギスカンの味を再現しており、ありがたいと思うほどの不味さ」とコメントした。
携帯電話サイト「ガールズウーマン」（株式会社ルミネクス）がユーザー向けに行っている毎日アンケートで、2007年9月に発表された「私が見つけた、おもしろいおみやげ」では「ジンギスカンキャラメル」の名が挙がったものの、「買った自分は食べなかった」とのことであった。
ニュースサイト「ガジェット通信」での企画「ヤバイ北海道土産品評会」では、「奇抜な北海道土産特集なら避けては通れない」「ヤバイお土産の代表格」と紹介されており、味については「焼肉屋の店内の味」「食べ終わった後の口の中はジンギスカンを食べた後と一致」「脂っぽい感じとタレの甘みっぽい風味」「企画を立てた人も、企画を通した人も、開発した人もみんなすごい」との感想が寄せられた。
マイナビの女性総合ウェブサイト「マイナビウーマン」で、「意外な組み合わせの菓子」について、読者アンケート調査結果では、ジンギスカンキャラメルやジンギスカン味のハイチュウなど、ジンギスカンにまつわる菓子の意見が最も多く寄せられ、「友人は『まずい』と言っていたが、私はおいしくはないが食べられた」「再度食べたいとは思わない」などの意見があった。「食べてみたいと思う菓子」でもジンギスカンキャラメルの名があがった。
北海道テレビ放送のメディアサイト「SODANE」による試食では、「口に入れた瞬間まずくて、噛んでもやっぱりまずい」「ジンギスカンとキャラメルが、口内で不協和音を奏で続けている」「迂闊に口を動かそうものなら、次々とまずいエキスがあふれてくる」「口内投入、即地獄」「罰ゲーム用の強烈な1品におすすめ」と酷評された。
一方で、ニュースサイト「めるも」において、本物の料理としてのジンギスカンとジンギスカンキャラメルの食べ比べを行った際には、キャラメル独特の人工的な風味が一切感じられず、純粋に甘く美味しいキャラメルとして食べられたといい、ジンギスカンの風味を非常に忠実に再現しているという検証結果が得られている。